# Giporlos

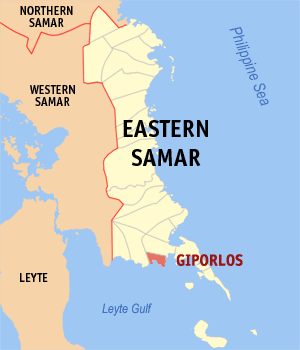
Bản đồ Đông Samar với vị trí của Giporlos

Giporlos là một đô thị hạng 5 ở tỉnh Đông Samar, Philippines. Theo điều tra dân số năm 2000 của Philipin, đô thị này có dân số 10.218 người trong 2.012 hộ.

## Các đơn vị hành chính
Giporlos được chia ra 18 barangay.
| - Barangay 1 - Barangay 2 - Barangay 3 - Barangay 4 - Barangay 5 - Barangay 6 - Barangay 7 - Barangay 8 - Biga - Coticot | - Gigoso - Huknan - Parina - Paya - President Roxas - San Miguel - Santa Cruz (Cansingkol) - San Isidro (Malabag) |